# Asplenium zoeblitzianum
Asplenium zoeblitzianum là một loài dương xỉ trong họ Aspleniaceae. Loài này được Nazor mô tả khoa học đầu tiên năm 1904.
Danh pháp khoa học của loài này chưa được làm sáng tỏ. 